# معبد ابر سفید
معبد ابر سفید (انگلیسی: White Cloud Temple) یک معبد و صومعه صومعه تائوئیستی واقع در پکن، چین است. این یکی از «سه معبد بزرگ اجدادی» مکتب تائوئیسم کوانژن است و عنوان «اولین معبد زیر بهشت» دارد.